# EIF4A2
EIF4A2‏ (Eukaryotic initiation factor 4A-II) هوَ بروتين يُشَفر بواسطة جين EIF4A2 في الإنسان.هو بروتين في البشر يُشفر بواسطة جين EIF4A2. يُعتبر EIF4A2 جزءًا من عائلة بروتينات eIF4A، التي تضم أيضًا EIF4A1 وEIF4A3. تلعب هذه البروتينات دورًا حاسمًا في عملية بدء الترجمة من خلال فك تشابك البنية الثانوية للـ mRNA في المنطقة غير المترجمة 5' (5' UTR)، مما يسهل ارتباط الريبوسوم بالـ mRNA. 
يعمل EIF4A2 كجزء من مركب eIF4F، الذي يتكون من eIF4E وeIF4G وeIF4A. يُسهل هذا المركب ارتباط الـ mRNA بالوحدة الريبوسومية الصغيرة 40S، حيث يقوم eIF4A، بفضل نشاطه كـ ATPase وهليكاز RNA، بفك تشابك البنية الثانوية للـ mRNA في المنطقة 5' UTR، مما يُمكّن الريبوسوم من الارتباط والبدء في الترجمة. 
تم تحديد الجين EIF4A2 على الكروموسوم 3q28. يُظهر هذا الجين تشابهًا كبيرًا مع الجين EIF4A1، حيث يتشارك كلاهما في 95% من تسلسل الأحماض الأمينية. على الرغم من هذا التشابه، إلا أن التعبير الجيني لـ EIF4A2 وEIF4A1 يختلف باختلاف الأنسجة والظروف الخلوية، مما يشير إلى أدوار تنظيمية مميزة لكل منهما. 
بالإضافة إلى دوره في الترجمة، تشير الأبحاث إلى أن بروتينات عائلة eIF4A، بما في ذلك EIF4A2، قد تكون متورطة في تطور السرطان وتقدمه. يُعتقد أن خلل تنظيم ترجمة الـ mRNA، الذي قد ينجم عن نشاط غير طبيعي لـ EIF4A2، يمكن أن يسهم في تكوين الأورام وتطورها.
بشكل عام، يُعتبر EIF4A2 عنصرًا أساسيًا في عملية الترجمة البروتينية، ويلعب دورًا مهمًا في تنظيم التعبير الجيني، وقد يكون له تأثيرات محتملة في الأمراض المرتبطة بخلل الترجمة، مثل السرطان.